# Espérance Sportive de Tunis 2014-2015
Questa voce raccoglie le informazioni riguardanti l'Espérance Sportive de Tunis nelle competizioni ufficiali della stagione 2014-2015.

## Rosa
| N. |                    | Ruolo | Calciatore           |
| -- | ------------------ | ----- | -------------------- |
| 1  | Tunisia (bandiera) | P     | Moez Ben Cherifia    |
| 2  | Tunisia (bandiera) | D     | Ali Abdi             |
| 3  | Tunisia (bandiera) | D     | Arbi Jabeur          |
| 4  | Tunisia (bandiera) | C     | Houcine Ragued       |
| 5  | Tunisia (bandiera) | D     | Chamssedine Dhaouadi |
| 7  | Tunisia (bandiera) | C     | Mohamed Ali Mhadhebi |
| 8  | Tunisia (bandiera) | A     | Idriss Mhirsi        |
| 9  | Tunisia (bandiera) | A     | Ahmed Akaïchi        |
| 10 | Tunisia (bandiera) | C     | Oussama Darragi      |
| 11 | Tunisia (bandiera) | A     | Seifeddine Jerbi     |
| 13 | Camerun (bandiera) | C     | Thierry Makon        |
| 14 | Tunisia (bandiera) | A     | Haythem Jouini       |
| 15 | Camerun (bandiera) | A     | Yannick N'Djeng      |
| 16 | Tunisia (bandiera) | P     | Ali Jmal             |
| 17 | Tunisia (bandiera) | D     | Sameh Derbali        |
| 18 | Tunisia (bandiera) | C     | Khaled Gharsallaoui  |

| N. |                           | Ruolo | Calciatore          |
| -- | ------------------------- | ----- | ------------------- |
| 19 | Costa d'Avorio (bandiera) | C     | Fousseny Coulibaly  |
| 20 | Tunisia (bandiera)        | D     | Mohamed Ben Mansour |
| 21 | Tunisia (bandiera)        | D     | Mohamed Yaakoubi    |
| 23 | Tunisia (bandiera)        | P     | Sami Helal          |
| 24 | Tunisia (bandiera)        | D     | Iheb Mbarki         |
| 25 | Guinea (bandiera)         | C     | Daouda Camara       |
| 26 | Ghana (bandiera)          | D     | Harrison Afful      |
| 28 | Tunisia (bandiera)        | D     | Mohamed Nefzi       |
| 29 | Francia (bandiera)        | A     | Moussa Marega       |
| 30 | Tunisia (bandiera)        | C     | Chamseddine Samti   |
|    | Tunisia (bandiera)        | D     | Ahmed Naili         |
|    | Tunisia (bandiera)        | C     | Wassim Naghmouchi   |
|    | Ghana (bandiera)          | A     | Emmanuel Clottey    |
|    | Camerun (bandiera)        | A     | Ernest Anang        |
|    | Tunisia (bandiera)        | A     | Rafik Kamergi       |